# Windlasida Florence Bassono
 (mars 2020).
Windlasida Florence Bassono (née Kaboré, le 18 juillet 1983 à Ouagadougou) est une femme entrepreneur burkinabé. Elle est titulaire d’un DUT en Secrétariat Bilingue de l’Institut Burkinabé des Arts et Métiers (IBAM) obtenue en 2005. Depuis 2010, elle dirige Faso Attiéké, une unité de production de semoules de manioc.

## Biographie
En 2006, elle commence sa carrière en tant que secrétaire de direction.  
En 2010, elle lance une unité industrielle de production de l’attiéké, commercialisée sous la marque « Faso Attiéké ». Faso Attiéké s’est imposé en tant que la première unité semi-industrialisée de production de semoules de manioc au Burkina en offrant plus de 539 tonnes d’attiéké aux Burkinabè en 2018.
L'unité qui emploie une quarantaine de personnes, dont 37 femmes, ambitionne produire de l’attiéké à base du manioc cultivé au Burkina. Pour cela, elle a adhéré à la CTPA Wendkuuni, une coopérative qui organise les femmes autour de la production de matières premières agricoles. Florence Bassono est désignée lauréate au Burkina Faso du prix Pierre Castel 2019, par le fonds Pierre Castel aux jeunes entrepreneurs du Burkina, du Cameroun et de la Côte d’Ivoire qui sont porteurs de projets dans les secteurs de l’agriculture et de l’agroalimentaire. Ce prix, récompensé d'un chèque d'une valeur de 10 millions de FCFA, lui a été remis lors du Salon international de l’Agriculture et des Ressources animales d’Abidjan (SARA),.
Le 31 décembre 2019, elle a été lauréate de Afribusiness Awards et obtient le premier prix de l’entrepreneur 2019, le prix du jury, le prix du public dans la catégorie Entrepreneur à Succès[réf. nécessaire].

## Controverse
À la suite de la remise du prix Castel, le ministre du Commerce et de l'industrie ivoirien, Souleymane Diarrassouba, s'est ému du fait que Florence Bassono utilise le terme « Attiéké » pour la commercialisation de ses produits, y voyant une forme déloyale de concurrence pour les paysans ivoiriens,. La controverse est également vive sur les réseaux sociaux des deux pays concernés,. Lui-même a été accusé de laxisme dans la labellisation des denrées alimentaires ivoiriennes et le lendemain du prix, il lançait la procédure pour labelliser l'attiéké  auprès de l'Organisation Africaine de la Propriété Intellectuelle (OAPI) sous la forme d'une Indication Géographique Protégée,. Pour sa part, Florence Bassono fait savoir que le nom commercial « Faso Attiéké » a été protégé en 2011,. Le ministère burkinabé du commerce soutient le droit de Florence Bassono à commercialiser ses produits sous le nom de cette marque, tout en rappelant que  le fait qu’une entreprise de droit privé burkinabè ait protégé le nom commercial Faso Attiéké n’équivaut pas à une labellisation de l'attiéké ni par elle ni par le Burkina Faso.   

## Distinctions
- 2019 : Prix Castel[10]
- 2019 : 1er prix Afribusiness Awards : Prix du Jury et Prix du Public dans la catégorie « entrepreneur à Succès »